# Main Course
Albums de Bee Gees
Mr. Natural
(1974) Children of the World
(1976)
Main Course est le treizième album des Bee Gees, sorti en 1975 chez RSO Records. Il s'agit d'un album « charnière » dans la musique du groupe, mélangeant des ballades pop (caractéristiques du début des années 1970 pour le groupe) et des tubes de musique disco (style musical qui a fait la renommée des Bee Gees à la fin des années 1970). À noter l'arrivée sur cet album du claviériste Blue Weaver ex-Strawbs, un collègue du batteur Dennis Bryon puisqu'ils ont joué ensemble avec le groupe Amen Corner dans les années 1960. 
La couverture de l'album a été réalisée par l'artiste américain Drew Struzan.

## Enregistrement et réalisation
L'album a été enregistré par les Bee Gees et divers artistes du 7 janvier au 21 février 1975 aux studios Criteria (Miami) et aux studios Atlantic (New York), en collaboration avec le producteur Arif Mardin (ayant déjà travaillé avec le groupe sur Mr. Natural) et l'ingénieur du son Karl Richardson. Ces deux derniers ont beaucoup contribué aux nouvelles orientations du groupe vers la dance music et le disco.
L'importante utilisation de synthétiseurs dans cet album lui donne un son différent des précédents albums du groupe.

## Réception
L'album a atteint la 14e place du Billboard américain. Trois chansons de l'album sont entrées dans le Billboard des singles : Fanny (Be Tender with My Love) (12e), Nights on Broadway (7e) et Jive Talkin' (1re place). Edge of the Universe a quant à elle atteint la 26e place du classement dans une version live qui n'est pas celle de l'album. Par la suite, l'artiste Olivia Newton-John a repris la chanson Come On Over qui a atteint la 23e place du classement.

## Titres
| 1.    | Nights on Broadway             | Barry, Robin & Maurice Gibb              | 4:32 |
| 2.    | Jive Talkin'                   | Barry, Robin & Maurice Gibb              | 3:43 |
| 3.    | Wind of Change                 | Barry & Robin Gibb                       | 4:54 |
| 4.    | Songbird                       | Barry, Robin, Maurice Gibb & Blue Weaver | 3:35 |
| 5.    | Fanny (Be Tender with My Love) | Barry, Robin & Maurice Gibb              | 4:02 |
| 6.    | All This Making Love           | Barry & Robin Gibb                       | 3:03 |
| 7.    | Country Lanes                  | Barry & Robin Gibb                       | 3:29 |
| 8.    | Come on Over                   | Barry & Robin Gibb                       | 3:26 |
| 9.    | Edge of the Universe           | Barry & Robin Gibb                       | 5:21 |
| 10.   | Baby as You Turn Away          | Barry, Robin & Maurice Gibb              | 4:23 |
| 40:56 |                                |                                          |      |

## Musiciens
- Barry Gibb - chant, guitare rythmique
- Robin Gibb - chant
- Maurice Gibb - chant, chœurs, basse, guitare rythmique et solo
- Alan Kendall - guitare solo et steel
- Blue Weaver - claviers
- Joe Farrell – saxophone ténor
- Don Brooks – harmonica
- Ray Barretto – congas
- Dennis Bryon - Batterie, percussions
- Gene Orloff - chef d'orchestre

## Production
- Producteur : Arif Mardin
- Arrangement : Karl Richardson, Lew Hahn